# Unterseeboot 190
L'Unterseeboot 190 (ou U-190) est un sous-marin allemand (U-Boot) de type IX.C/40 utilisé par la Kriegsmarine pendant la Seconde Guerre mondiale.

## Historique
Mis en service le 24 septembre 1942, l'Unterseeboot 190 reçoit sa formation de base à Stettin en Pologne au sein de la 4. Unterseebootsflottille jusqu'au 31 janvier 1942, il rejoint sa flottille de combat à Lorient, dans la 10. Unterseebootsflottille. Devant l'avancée des forces alliées en France et pour éviter la capture, il est affecté à la 33. Unterseebootsflottille à Flensbourg.
Il quitte le port de Kiel pour sa première patrouille le 20 février 1943 sous les ordres du Kapitänleutnant Max Wintermeyer. Après 39 jours en mer et un succès d'un navire marchand coulé de 7 015 tonneaux, l'U-190 rejoint la base sous-marine de Lorient le 30 mars 1943.
L'Unterseeboot 190 effectue six patrouilles dans lesquelles il coule un navire marchand de 7 015 tonneaux et un navire de guerre de 590 tonnes au cours de ses 482 jours en mer.
La dernière patrouille de guerre de l'U-190 commence le 22 février 1945 sous les ordres de l'Oberleutnant zur See Hans-Erwin Reith. Il quitte le port d'Horten équipé de six torpilles à contact et de huit torpilles acoustiques T-5 "Gnat". Il participe à la bataille du Saint-Laurent, sa mission est d'interdire le transport maritime des forces alliées au large de l'île de Sable ainsi que les approches vers le port d'Halifax en Nouvelle-Écosse.
Le 16 avril, il est au large de la station de surveillance Sambro light ship lorsque son équipage perçoit le signal d'un sonar.
Le dragueur de mines NCSM Esquimalt effectue une patrouille de routine. Il ne prend aucune précaution de lutte anti-sous-marine, ne naviguant pas en zigzag ; l'équipage a éteint le radar et n'est pas à l'écoute du sonar, ne prenant aucune mesure contre des torpilles acoustiques. L'équipage de l'U-Boot est certain d'être détecté, et quand l'Esquimalt se tourne vers lui, l'U-190 fait demi-tour et tire dans sa fuite une torpille Gnat par son tube arrière.
La torpille frappe le côté tribord de l'Esquimalt qui sombre en quatre minutes. Il est le dernier navire canadien perdu par une action ennemie pendant la Seconde Guerre mondiale. Tandis que huit membres de l'équipage sombrent avec le navire, le reste de l'équipage survit à la catastrophe. L' Esquimalt coule si rapidement qu'aucun signal de détresse n'est envoyé ; personne ne sait rien du naufrage jusqu'à environ huit heures plus tard, lorsque le NCSM Sarnia découvre pour la première fois les survivants. Pendant ce temps, 44 membres d'équipage sont morts de froid. 26 autres sont encore en vie.
L'U-190 a quitté les lieux entre-temps et patrouille au large des côtes du Canada. Il reçoit l'ordre le 8 mai du Führer et de Karl Dönitz de se rendre. Le sous-marin avance à la rencontre de corvettes de la Marine royale canadienne à environ 500 milles nautiques au large du Cap Race, à Terre-Neuve, le 11 mai. L'Oberleutnant zur See Reith signe un document de reddition inconditionnelle ; il est fait prisonnier avec son équipage. Avec le drapeau blanc volant à son mât, l'U-190 appareille, sous le commandement du lieutenant F.S. Burbidge à Bay Bulls à Terre-Neuve, le 14 mai. L'équipage allemand prisonnier de guerre est transféré à Halifax.

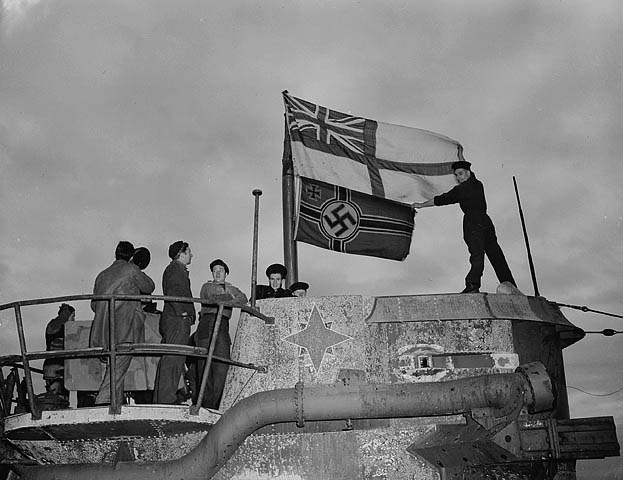
Kiosque du sous-marin allemand U-190, St. John's (Terre-Neuve).

L'U-190 est alors officiellement affecté à la Marine royale canadienne sous le nom de NCSM U-190. Sa première mission, à l'été 1945, est de participer à une cérémonie le long du fleuve Saint-Laurent et du golfe du Saint-Laurent, avec des arrêts à Montréal, Trois-Rivières, Québec, Gaspé, Pictou et de Sydney. De retour à Halifax, il prend ses fonctions en tant que navire de formation pour la lutte anti-sous-marine, qu'il remplit pendant une année et demie.
L'U-190 est désarmé le 24 juillet 1947. Il reçoit une dernière mission.
Le but officiel de l'Opération Scuttled consiste à prodiguer une formation à des recrues inexpérimentées de l'après-guerre, dans l'art des opérations navales combinées. L'U-190, peint en rayures rouge et jaune, est remorqué jusqu'à l'endroit où il avait coulé l'Esquimalt deux années plus tôt à la position géographique de 43° 55′ N, 63° 00′ O et précisément à 11 heures le 21 octobre 1947, le jour du Trafalgar Day, le feu d'artifice commence. L'exercice commence par des tirs de fusées aéroportées pour finir par un bombardement provenant de destroyers avec leurs canons de 4,7 pouces et par le lancer de charges de profondeur pour le coup de grâce.
Alors que de nombreux journalistes et photographes assistent à cette opération, et que les navires NCSM New Liskeard, Nootka et Haida se préparent pour l'exercice en attendant leur tour, la Naval Air Arm l'attaque avec huit Seafire et huit Fairey Firefly du porte-avions canadien NCSM Warrior (R31) ainsi que deux Avro Anson et deux Fairey Swordfish.
La première attaque à la roquette frappe le kiosque, et avant que les destroyers aient l'occasion d'utiliser leurs armes, l'avant de l'U-190 s'élève et coule, moins de vingt minutes après le début de l'Opération Scuttled.
Avant l'opération de destruction de l'U-190, son périscope a été prélevé. En 1963, il est installé au Crow's Nest Officers Club, à Saint-Jean de Terre-Neuve. Plusieurs années d'exposition aux intempéries ont fortement endommagé l'appareil ; révisé et réparé, il est remis comme neuf lors d'une cérémonie le 22 octobre 1998 dans la Water Street du club.
L'U-190 n'a pas subi de pertes parmi son équipage au cours de sa longue carrière.

## Affectations successives
- 4. Unterseebootsflottille du 24 septembre 1942 au 28 février 1943 (entrainement)
- 2. Unterseebootsflottille du 1er mars 1943 au 30 septembre 1944 (service actif)
- 33. Unterseebootsflottille du 1er octobre 1944 au 1er mai 1945 (service actif)

## Commandement
- Kapitänleutnant Max Wintermeyer du 24 septembre 1942 au 5 juillet 1944
- Oberleutnant zur See Hans-Erwin Reith du 6 juillet 1944 au 12 mai 1945

## Patrouilles
|       | Commandant             | Départ            | Départ  | Arrivée          | Arrivée             | Jours     | Succès  |
| ----- | ---------------------- | ----------------- | ------- | ---------------- | ------------------- | --------- | ------- |
| 1     | Kptlt. Max Wintermeyer | 20 février 1943   | Kiel    | 30 mars 1943     | Lorient             | 39 jours  | 7 015   |
| 2     | Kptlt. Max Wintermeyer | 1er mai 1943      | Lorient | 19 août 1943     | Lorient             | 111 jours |         |
|       | Kptlt. Max Wintermeyer | 30 septembre 1943 | Lorient | 1er octobre 1943 | Brest               | 2 jours   |         |
| 3     | Kptlt. Max Wintermeyer | 7 octobre 1943    | Brest   | 15 janvier 1944  | Lorient             | 101 jours |         |
|       | Kptlt. Max Wintermeyer | 7 mars 1944       | Lorient | 8 mars 1944      | Lorient             | 2 jours   |         |
|       | Kptlt. Max Wintermeyer | 11 mars 1944      | Lorient | 12 mars 1944     | Lorient             | 2 jours   |         |
| 4     | Kptlt. Max Wintermeyer | 16 mars 1944      | Lorient | 20 juin 1944     | Lorient             | 97 jours  |         |
| 5     | Oblt. Hans-Erwin Reith | 17 août 1944      | Lorient | 4 octobre 1944   | Flensbourg          | 49 jours  |         |
|       | Oblt. Hans-Erwin Reith | 10 février 1945   | Kiel    | 14 février 1945  | Horten              | 5 jours   |         |
| 6     | Oblt. Hans-Erwin Reith | 19 février 1945   | Horten  | 14 mai 1945      | Reddition au Canada | 85 jours  | 590     |
| Total | Total                  | Total             | Total   | Total            | Total               | 482 jours | 7 605 t |

Note : Oblt. = Oberleutnant zur See - Kptlt. = Kapitänleutnant

### Opérations Wolfpack
L'U-190 a opéré avec les Wolfpacks (meute de loups) durant sa carrière opérationnelle :
1. Neuland (4 mars 1943 - 6 mars 1943)
2. Ostmark (6 mars 1943 - 11 mars 1943)
3. Stürmer (11 mars 1943 - 19 mars 1943)
4. sans nom (5 mai 1943 - 10 mai 1943)

## Navires coulés
L'Unterseeboot 190 a coulé un navire marchand de 7 015 tonneaux et un navire de guerre de 590 tonnes au cours des six patrouilles (482 jours en mer) qu'il effectua.
| Date          | Nom             | Nationalité     | Tonnage (GRT) | Convoi | Fait  |
| ------------- | --------------- | --------------- | ------------- | ------ | ----- |
| 8 mars 1943   | Empire Lakeland | Grande-Bretagne | 7 015         | SC-121 | Coulé |
| 16 avril 1945 | NCSM Esquimalt  | Canada          | 590           |        | Coulé |